# Eigersund
Eigersund és un municipi situat al comtat de Rogaland, Noruega. Té 14,942 habitants (2016) i la seva superfície és de 432.48 km². El centre administratiu del municipi és el poble d'Egersund.